# Rethroned
Rethroned es el segundo álbum de la banda finlandesa de metal sinfónico, Northern Kings. Fue lanzado el 19 de noviembre de 2009 en formato CD en Finlandia y en el resto de Europa en iTunes Store. Después del lanzamiento, alcanzó el número 16 en la lista de éxitos finlandeses. El álbum fue lanzado en Japón el 25 de febrero de 2009, con la versión de "They don't care about us" de Michael Jackson como bonus track. La versión de iTunes también incluía la versión sinfónica de esta canción.
El primer sencillo y video musical de este álbum fue Kiss from a Rose de Seal (de la banda sonora de la película Batman Forever). El álbum también incluye dos otras pistas de bandas sonoras: "Training Montage" (de Rocky IV) y "A view to kill" (del a película James Bond 007: A view to kill).

## Listado de canciones
| N.º | Título                                                          | Voces                               | Duración |  |
| 1.  | «Training Montage» (De la película Rocky IV)                    | Instrumental                        | 3:32     |  |
| 2.  | «Wanted Dead or Alive» (Cover de Bon Jovi)                      | Marco Hietala                       | 3:51     |  |
| 3.  | «Kiss from a Rose» (Cover de Seal)                              | Todo el grupo                       | 4:48     |  |
| 4.  | «A View to a Kill» (cover de Duran Duran)                       | Todo el grupo                       | 5:18     |  |
| 5.  | «Nothing Compares 2 U» (Cover de Prince)                        | Tony Kakko                          | 6:39     |  |
| 6.  | «My Way» (Cover de Frank Sinatra)                               | Jarkko Ahola                        | 4:22     |  |
| 7.  | «Strangelove» (Cover de Depeche Mode)                           | Todo el grupo                       | 4:34     |  |
| 8.  | «Take On Me» (Cover de A-ha)                                    | Todo el grupo                       | 3:57     |  |
| 9.  | «I Should Be So Lucky» (Cover de Kylie Minogue)                 | Juha-Pekka Leppäluoto, Jarkko Ahola | 4:42     |  |
| 10. | «Killer» (Cover de Adamski)                                     | Todo el grupo                       | 4:31     |  |
| 11. | «Róisín Dubh (Black Rose): A Rock Legend» (Cover de Thin Lizzy) | Jarkko Ahola, Marco Hietala         | 7:30     |  |

Bonus Track - Japón
| Japanese Bonus Track |                                                       |               |          |  |
| N.º                  | Título                                                | Voces         | Duración |  |
| 12.                  | «They Don't Care About Us» (Cover de Michael Jackson) | Todo el grupo | 4:46     |  |

Bonus Track - iTunes
| iTunes Bonus Track |                                                                           |               |          |  |
| N.º                | Título                                                                    | Vocals        | Duración |  |
| 13.                | «They Don't Care About Us (Versión sinfónica)» (Cover de Michael Jackson) | Todo el grupo | 4:43     |  |

## Miembros
- Marco Hietala - voz
- Tony Kakko - voz
- Jarkko Ahola - voz
- Juha-Pekka Leppäluoto - voz

Con
- Erkka Korhonen (De Ari Koivunen) - guitarra[3]
- Mirka Rantanen - Batería
- Mikko P. Mustonen - Orquestaciones
- Two Finger Choir - Coro
- Vili Olila - Piano, Teclados
- Erkki Silvennoinen - Bajo